# بودا

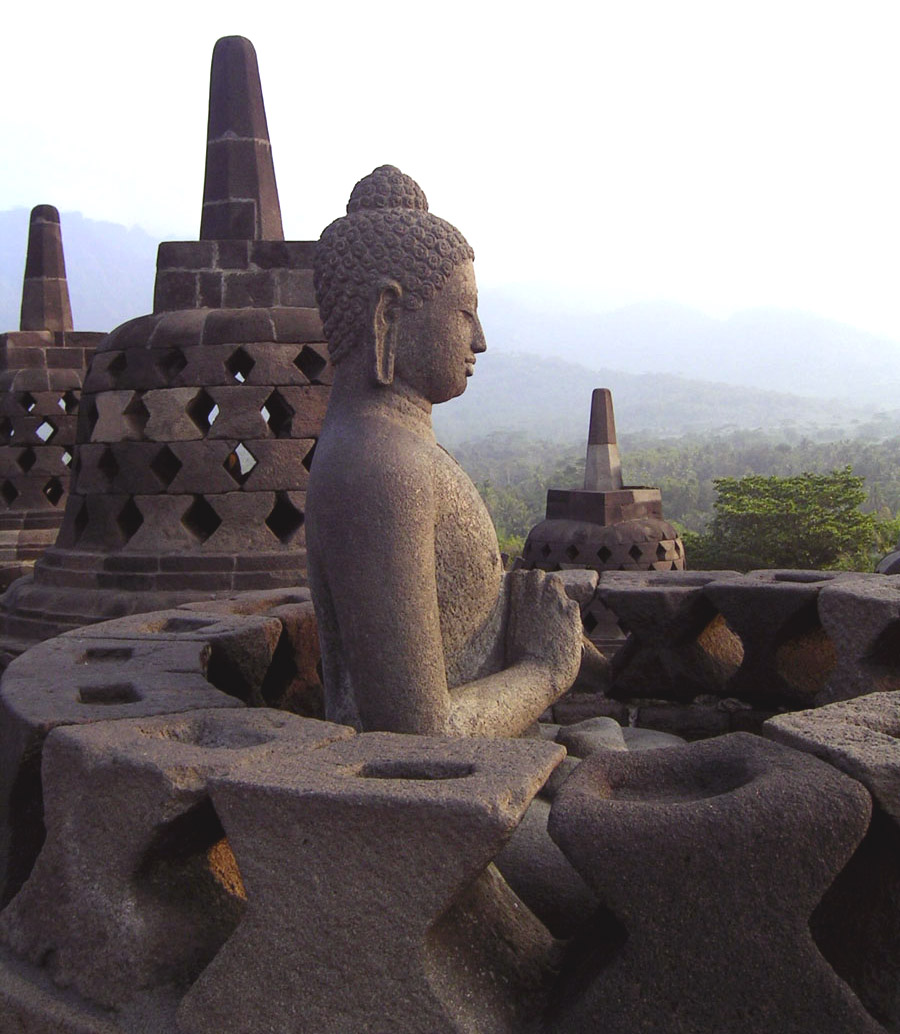
مجسمه بودا نشسته در چین از دوران سلسله تانگ

بودا (‎/ˈbuːdə, ˈbʊdə/‎; پالی, سانسکریت: 𑀩𑀼𑀤𑁆𑀥, बुद्ध)، "فردِ بیدار")،به معنی «بیدار شده» است و به فردِ «روشنیده» یا بودی گفته می‌شود گرچه از آن بیشتر برای اشاره به سیذارتا گوتاما بودا، بنیان‌گذار دینی ان آرتین نیبودایی استفاده می‌شود.
در بسیاری از منابع وقتی صحبت از «بودا» می‌شود منظور همان «گوتاما بودا» بنیانگذار مذهب بودایی است و همین به این باور غلط که منظور از لفظ «بودا» تنها همان «گوتاما بودا» است دامن زده‌است اما به باور بوداییان بسیاری دیگر نیز به «مقام بودایی» رسیده‌اند. بر پایه پژوهش‌هایی توسط راناجیت پال، بودا از شاهزادگان ایرانی تبار و معاصر مهاویرا بوده‌است.
آیین بودایی، چهارمین دین فراگیر جهان است؛ که بیش از ۵۰۰ میلیون نفر از جمعیت جهان از آن پیروی می‌کنند. در حقیقت «بودا» یک لقب است به معنی «فرد منورالفکر» یا به عبارتی «فردی که درک بالایی دارد».

## افسانه زندگی

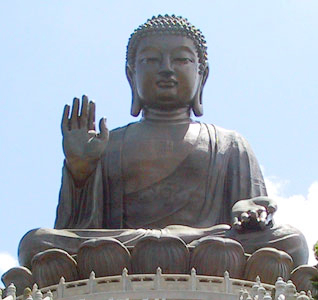
تیان تان بودا، همچنین به عنوان "بودای بزرگ" در Ngong Ping، جزیره Lantau، در هنگ کنگ شناخته می شود.

بنا بر داستان‌های بودایی، سیدارتا (واژه سیدارتا به معنی کمال‌جو است) شاهزاده‌ای بود به نام سیدارتا گوتما از تیره شاکیا ایل ساکی در منطقه کاپیلاواستو در نپال امروزی می‌زیست. گوتاما بودا ملقب به ساکیامونی یا رئیس قبیله ساکی در هند بود و نام یک شاهزاده ساکی از قوم سکا می‌باشد. او در باغ‌های لومبینی در نپال کنونی به دنیا آمد. پس از زایش توجه پیشگویان به او جلب شد و پیشگویی ایشان بدین‌گونه بود که سیدارتا در آینده یا پادشاهی جهانگیر خواهد شد یا روحانی‌ای بیداردل که جهانیان را از خواب نادانی خواهد رهاند. پدر سیدارتا یعنی سودودانا شاه برای اینکه پسرش در راه نخست قرار گیرد وی را در ناز و نعمت پروراند و در کاخ‌هایی محفوظ قرار داد تا سیدارتا با رنج‌ها و کاستی‌های زندگی آشنایی نیابد. با این حال سیدارتای کمال‌جو در سن ۲۹ سالگی از کاخ‌ها گریخت و در طی چهار بار گریز خویش با چهار منظره آشنا گشت: پیری، بیماری، مرگ و شخصی پارسا که در پی رهایی از رنج‌ها بود. دیدن چهارمین منظره بر سیدارتا تأثیری ژرف نهاد و بر آن شد تا زندگی شاهزادگی را نهاده به جستجوی حقیقت شرایط آدمیان بپردازد. پس از گذراندن مدتی با مرتاضان در جنگل‌ها، آن راه را راه راستین حقیقت‌یابی ندانست و راهی میانه در پیش گرفت.
سیدارتا پس از شش سال آزمودن و پویش در مکانی به نام بودگایا زیر درختی به نام درخت بیداری (بودی) به درون پویی (مراقبه و مکاشفه) نشست و پس از چیرگی بر ترفندهای مارا، دیو دیوان، به دریافت رموز و بیداری کامل رسید و بودا گشت.

## زندگی‌نامه
بودا در یک خانواده اشرافی، در طایفه شکیا متولد شد اما سرانجام زندگی لائیک را کنار گذاشت. با توجه به سنت بودایی، پس از چند سال mendicancy(مدیتیشن) بیدار برای درک مکانیسم که مردم به دام افتاده در چرخه تولد دوباره را نگه می‌دارد. بودا سپس به تدریس و ایجاد یک جامعه مذهبی در سراسر دشت گنگ سفر کرد. بودا یک راه میانه را بین تمایلات نفسانی و زهد شدید موجود در جنبش śramaṇa هند آموزش داد. او مسیری معنوی را آموزش داد که شامل آموزش‌های اخلاقی بود و اقدامات مراقبه‌ای مانند ژانا و ذهن آگاهی. بودا همچنین اعمال کشیش‌های برهمن، مانند قربانی کردن حیوانات را نقد می‌کرد.
چند قرن پس از مرگ او با لقب بودا شناخته شد، که به معنی «یکی از بیدار» یا «یک روشن» است. تعالیم گوتاما توسط جامعه بودایی در سوتاها، که حاوی سخنرانی‌های وی است، وینایا، کدهای وی برای عمل صومعه، تدوین شده‌است. این موارد در گویش‌های‌ آریایی میانه و هندوستان از طریق یک سنت شفاهی منتقل شده‌است. نسل‌های بعدی متون دیگری مانند رساله‌های سیستماتیک معروف به Abhidharma، زندگی‌نامه بودا، مجموعه داستان‌های مربوط به زندگی گذشته بودا معروف به قصه‌های جاتاکا را تشکیل دادند و گفتمان‌های اضافی، به عنوان مثال، سوتراهای ماهایانا.

## [۱]منابع
- مشارکت‌کنندگان ویکی‌پدیا. «Gautama Buddha». در دانشنامهٔ ویکی‌پدیای انگلیسی.
- "Buddha" (به انگلیسی). وبگاه CRISTALINKS. Retrieved 1 November 2008.
- refMalalasekera2007